# Ha Yoon-kyung
Dans ce nom coréen, le nom de famille, Ha, précède le nom personnel.
Ha Yoon-kyung, née le 20 octobre 1992, est une actrice sud-coréenne.
Elle est principalement connue pour ses apparitions dans les séries télévisées Hospital Playlist (2020-2021) et Extraordinary Attorney Woo (2022).

## Filmographie

### Film
| Année | Titre             | Fonction       | Notes            | Ref.  |
| ----- | ----------------- | -------------- | ---------------- | ----- |
| 2015  | Socialphobia      | Ha-young/Re-na |                  | [ 1 ] |
| 2016  | Stay with Me      | Ha Yoon        |                  | [ 2 ] |
| 2018  | Taklamakan        | Soo-eun        |                  | [ 3 ] |
| 2021  | Go Back           | Ji-won         | Film indépendant | ,     |
| 2022  | Girl of Gyeong-ah | Yeonsu         | Film indépendant | [ 6 ] |

### Séries télévisées
| Année     | Titre                                               | Fonction        | Notes                                   | Ref.   |
| --------- | --------------------------------------------------- | --------------- | --------------------------------------- | ------ |
| 2018      | Matrimonial Chaos                                   | Joo Soo-kyung   |                                         | [ 7 ]  |
| 2018      | Queen of Mystery 2                                  | Kang Joo-yeon   |                                         | [ 8 ]  |
| 2020–2021 | Hospital Playlist                                   | Heo Sun-bin     | Saison 1–2                              | [ 9 ]  |
| 2021      | She Would Never Know                                | Chae Yeon-seung |                                         | [ 10 ] |
| 2021      | Drama Special – The Effect of One Night on Farewell | Jung Yun-jeong  | Drame d'un acte unique                  | [ 11 ] |
| 2022      | O'PENing – What are you do in the office, Share?    | Da-in           | Saison 5 Épisode 1–2 ; série dramatique | [ 12 ] |
| 2022      | Extraordinary Attorney Woo                          | Choi Soo-yeon   |                                         | [ 13 ] |
| 2023      | See You in My 19th Life                             | Yoon So-won     |                                         | [ 14 ] |
| 2023      | Dr. Romantic                                        | Caméo           | Saison 3                                | [ 15 ] |

## Prix et nominations
| Cérémonie de remise des prix          | Année | Catégorie                     | Nommé / Travail    | Résultat | Ref.   |
| ------------------------------------- | ----- | ----------------------------- | ------------------ | -------- | ------ |
| Jour de Bechdel                       | 2022  | Bechdelians de l'année        | Fille de Gyeong-ah | Lauréat  | [ 16 ] |
| Prix des critiques de cinéma de Busan | 2022  | Meilleure nouvelle actrice    | Fille de Gyeong-ah | Lauréat  | [ 17 ] |
| Femmes au Festival du film de Corée   | 2022  | Prix du meilleur nouveau venu | Fille de Gyeong-ah | Lauréat  | [ 18 ] |